# حمض نووي ريبوزي صغير تغييري
رنا صغير تغييري (بالإنجليزية: small modulatory RNA)‏ واختصارا رناصت هو نوع من الأحماض النووية الريبوزية ثنائية السلاسل اكتشف عام 2004. طول هذا النوع من جزيئات الرنا حوالي 20 نوكليوتيد وله علاقة في تطور الخلايا العصبية، حيث يتفاعل مع بروتين يمنع التعبير عن بعض الجينات الخاصة بالخلايا العصبية لدى بعض هذه الخلايا العصبية، عملية فعل ذلك مازالت غير معروفة.

## روابط خارجية
- A small modulatory dsRNA specifies the fate of adult neural stem cells.